# Dhanbad
Dhanbad es una ciudad de la India en el estado de Jharkhand, y también se conoce como la "Capital del Carbón de la India". Dhanbad está entre las 100 ciudades de más rápido crecimiento del mundo.
Dhanbad es famosa por la minería del carbón. Tata Steel, BCCL, ECL y IISCO son algunas de las empresas con las minas de carbón en el distrito. La minería del carbón, el lavado de carbón y coque de carbón son los principales en las industrias relacionadas con la ciudad. IISCO (Indian Iron and Steel Company) es ahora propiedad de la mar, y ECL BCCL bajo CIL (Coal India Ltd), estas dos empresas son los mayores operadores de minas de carbón en Dhanbad, y las minas a cielo abierto, así como las minas subterráneas, mientras que Tata Steel lo hace principalmente en las minas subterráneas.